# Buis-les-Baronnies
Buis-les-Baronnies är en kommun i departementet Drôme i regionen Auvergne-Rhône-Alpes i sydöstra Frankrike. Kommunen ligger i kantonen Buis-les-Baronnies som tillhör arrondissementet Nyons. År 2022 hade Buis-les-Baronnies 2 226 invånare.

## Befolkningsutveckling
Antalet invånare i kommunen Buis-les-Baronnies
Referens:INSEE